# ملكة جمال العالم 2023
ملكة جمال العالم 2023 (بالإنجليزية: Miss World 2023)‏ هي النسخة الواحدة والسبعين في تاريخ مسابقة ملكة جمال العالم منذ انطلاقتها عام 1951، في نهاية الحدث ستتوج ملكة جمال بولندا كارولينا بيلافسكا خليفتها وستكون هذه الطبعة أيضًا أول نسخة يشترك في امتلاكها رجل الأعمال البريطاني النيبالي المولد ديبندرا جورونج بصرف النظر عن عائلة مورلي.

## النتائج

### المراكز النهائية
| النتيجة النهائية      | المتسابقة |
| --------------------- | --- |
| ملكة جمال العالم 2023 | - التشيك – كريستينا بيشكوفا |
| الوصيفة               | - لبنان – ياسمينة زيتون |
| أفضل 4                | - بوتسوانا – ليسيغو تشومبو - ترينيداد وتوباغو – آتشي أبراهامز |
| أفضل 8                | - البرازيل – ليتيسيا فروتا - إنجلترا – جيسيكا غاغين - الهند – سيني شيتي - أوغندا – هانا توموكوندي |
| أفضل 12               | - أستراليا – كريستين رايت - جمهورية الدومينيكان – ماريا فيكتوريا بايو - موريشيوس – ليزا غوندوري - إسبانيا – باولا بيريز |
| أفضل 40               | - بلجيكا – كديست دلتور - بليز – إليز-جايون فيرنون - الكاميرون – جوليا سامانثا إديما - كندا – خايمي فاندنبرغ - كرواتيا – لوسيا بيجيتش - فرنسا - كليمنس بوتينو - جبل طارق – فيث توريس - إندونيسيا – أودري فانيسا سوسيلو - إيطاليا – ريبيكا أرنوني - كينيا – تشانتو كوامبوكا - مدغشقر – أنتسالي راجولينا - ماليزيا – وينانيتا أنغانغ - مارتينيك – اكسيل رينيه - نيبال – بريانكا راني جوشي - نيوزيلندا – نافجوت كور - نيجيريا – أدا إيمي - بيرو – لوسيا أريلانو - بورتوريكو – إيلينا ريفيرا - الصومال – بهجة محمود - جنوب إفريقيا – كلود ماشيجو - جنوب السودان – أريك أبراهام ألبينو - تنزانيا – حليمة كوبوي - تونس – إيمان محرزي - تركيا – نورسينا ساي - أوكرانيا – صوفيا شاميا - فيتنام – هيونه نجوين ماي فونج § - ويلز – دارسي كوريا - زيمبابوي – نوكوتيندا مارومبوا |

§ – الفائزة في تحدي الوسائط المتعددة

## الخلفية

### الموقع والتاريخ
أعلنت رئيسة منظمة ملكة جمال العالم جوليا مورلي في 13 فبراير 2023 أن المسابقة ستقام في دولة الإمارات العربية المتحدة في عام 2023. وأضاف مورلي: "مزيد من التفاصيل لمتابعة" ، في إشارة إلى الموعد النهائي ومكان عقد مسابقة ملكة.
أعلنت منظمة ملكة جمال العالم في 8 يونيو 2023 أن المسابقة ستقام في الهند بدلاً من الإمارات العربية المتحدة. ولم يتم تقديم سبب واضح لسبب تغيير المنظمة لموقع المسابقة. هذه هي المرة الأولى التي تستضيف فيها الهند المسابقة منذ عام 1996. من المتوقع أن تقام المسابقة في حوالي نوفمبر أو ديسمبر من عام 2023.

## المتسابقات
تم تأكيد تنافس 112 متسابقة على اللقب. 
| الدولة / الإقليم    | المندوبة                     | العمر | مسقط رأس              |
| ------------------- | ---------------------------- | ----- | --------------------- |
| أنغولا              | فلوريندا خوسيه               | 21    | لواندا                |
| الأرجنتين           | مارييلا فوكس                 | 22    | ميسيونس               |
| أستراليا            | كريستين رايت                 | 23    | ملبورن                |
| بنجلاديش            | شامي إسلام نيلا              | 21    | دكا                   |
| بلجيكا              | كيدست دلتور                  | 26    | الناصرة               |
| بليز                | إليز فيرنون                  | 21    | بيسكين                |
| بوليفيا             | فرناندا ريفيرو               | 20    | سانتا كروز            |
| البوسنة والهرسك     | أنجيلا غايتش                 | 18    | بانيا لوكا            |
| بوتسوانا            | ليسيغو تشومبو                | 22    | غابورون               |
| البرازيل            | ليتيسيا فروتا                | 20    | ماناوس                |
| بلغاريا             | إيفانا سوبيفا                | 16    | صوفيا                 |
| كمبوديا             | سريبيتش تنغ                  | 19    | بانتي مينشي           |
| الكاميرون           | جوليا سامانثا إيديما         | 28    | المنطقة الجنوبية      |
| كندا                | خايمي فانديبرغ               | 27    | ليثبريدج              |
| جزر كايمان          | لاني تيبتس                   | 27    | جورج تاون             |
| تشيلي               | أومبار زينتينو               | 28    | لاس كونديس            |
| الصين               | كشين شو                      | 20    | هيلونغجيانغ           |
| كولومبيا            | كاميلا أندريا بينزون خيمينيز | 28    | دويتاما               |
| كوستاريكا           | كريسلي سالاس                 | 24    | ألاخويلا              |
| ساحل العاج          | ميلين جيهوني                 | 23    | أبويسو                |
| كرواتيا             | لوسيا بيجيتش                 | 23    | زغرب                  |
| كوراساو             | نشايرا بليسا بالينتيان       | 26    | ويلمستاد              |
| جمهورية التشيك      | كريستينا بيشكوفا             | 25    | ترجينتس               |
| الدنمارك            | يوهان جروندت هانسن           | 22    | نيستفيد               |
| جمهورية الدومينيكان | ماريا فيكتوريا بايو          | 23    | سانتو دومينغو         |
| الإكوادور           | آني زامبرانو                 | 24    | ساليناس ‏              |
| السلفادور           | أندريا أغيلار                | 20    | سان سلفادور           |
| إنجلترا             | جيسيكا غاغين                 | 27    | سكيلميرسل             |
| إستونيا             | أدريانا ماس                  | 21    | بارنو                 |
| إثيوبيا             | رغات أفوركي يبراه            | 23    | أديس أبابا            |
| فنلندا              | أديلايد بوتي فان دن برويل    | 27    | سونكارفي              |
| فرنسا               | كليمنس بوتينو                | 27    | باي-ماؤو              |
| ألمانيا             | ألكسندرا موديتش              | 24    | فتسلار                |
| غانا                | ميريام إكسورلاسي             | 23    | باتور                 |
| جبل طارق            | فيث توريس                    | 22    | جبل طارق              |
| اليونان             | سامانثا ميسوفيتش             | 19    | خانية                 |
| غوادلوب             | ماري هاتشي                   | 27    | باسي- تيري            |
| غواتيمالا           | مارسيلا ميراندا              | 20    | غواتيمالا             |
| غينيا               | مكيا بامبا                   | 25    | كوناكري               |
| غينيا بيساو         | ميرلا فيريرا دابو            | 27    | بيساو                 |
| غيانا               | اندريا كينغ                  | 26    | جورج تاون             |
| هايتي               | فاليري ألكيد                 | 28    | بيتيونفيل             |
| هندوراس             | يلسين المنداريز              | 23    | دانلي                 |
| المجر               | بوجلاركا هاكسي               | 23    | ميشكولتس              |
| الهند               | سيني ساداناند شيتي           | 22    | كارناتاكا             |
| إندونيسيا           | أودري فانيسا سوسيلو          | 24    | مانادو                |
| العراق              | بلسم حسين                    | 27    | بغداد                 |
| أيرلندا             | إيفانا ماكماهون              | 28    | بارفيلد               |
| ايطاليا             | ريبيكا أرنوني                | 21    | تورينو                |
| جامايكا             | شانيك سينغ                   | 26    | كينغستون              |
| اليابان             | كانا ياماغوتشي               | 25    | توياما                |
| كازاخستان           | توميريس كاكيموفا             | 25    | آستانا                |
| كينيا               | شانتو كوامبوكا               | 24    | كيزيمو                |
| لبنان               | ياسمينا زيتون                | 21    | كفر شوبا              |
| ليسوتو              | بولانو موثيسي                | 23    | ماسيرو                |
| ليبيريا             | فيرالين فونليه               | 20    | مونروفيا              |
| ماكاو               | لي منغلي                     | 25    | ماكاو                 |
| مدغشقر              | أنتسالي راجولينا             | 23    | أنالامانجا            |
| ماليزيا             | وينانيتا أنغانغ              | 27    | كوالا بينيو           |
| مالطا               | ناتاليا جاليا                | 24    | فاليتا                |
| مارتينيك            | أكسيل رينيه                  | 22    | لو روبرت              |
| موريشيوس            | ليزا غوندوري                 | 25    | منفذ لويس             |
| المكسيك             | أليخاندرا دياز               | 25    | ولاية سان لويس بوتوسي |
| مولدوفا             | ديانا سبوتارينكو             | 20    | غاغاوزيا              |
| منغوليا             | بولور بات إيردين             | 24    | أولان باتور           |
| الجبل الأسود        | أنيلا فوكادينوفيتش           | 22    | كوتور                 |
| المغرب              | سونيا آيت منصور              | 27    | مراكش                 |
| ميانمار             | يون ثينت ثينت نواي           | 19    | بيندايا               |
| ناميبيا             | ليون فان جارسفيلد            | 27    | سواكوبموند            |
| نيبال               | بريانكا راني جوشي            | 25    | كاتماندو              |
| هولندا              | امبر كويلوين                 | 18    | بونسخوتن              |
| نيوزيلندا           | نافجوت كور                   | 27    | أوكلاند               |
| نيكاراغوا           | مارييلا سيروس                | 25    | أكوتال ‏               |
| نيجيريا             | آدا ايم                      | 24    | ابيريبا               |
| أيرلندا الشمالية    | كايتلين كلارك                | 27    | بلفاست                |
| النرويج             | أندريا فارياس                | 20    | كريستينساند           |
| بنما                | كاثلين بيريز                 | 24    | تشانغوينولا           |
| باراغواي            | داهيانا بينيتيز              | 20    | انكارناسيون           |
| بيرو                | لوسيا أريلانو                | 23    | أوكايالي              |
| الفلبين             | جويندولين فورنيول            | 23    | هيمامايلان            |
| بولندا              | كريستينا سوكولوفسكا          | 25    | بياليستوك             |
| البرتغال            | كاتارينا فيريرا              | 25    | لشبونة                |
| بورتوريكو           | إيلينا ريفيرا                | 19    | تواباخا [الفرنسية]    |
| رومانيا             | آدا ماريا إليانا             | 26    | بوخارست               |
| اسكتلندا            | تشيلسي أليسون                | 26    | إنفرنيس               |
| السنغال             | فاتو لو                      | 21    | داكار                 |
| صربيا               | أنيا راديتش                  | 20    | بلغراد                |
| سيراليون            | ديزي برينسيس موجيه عبد الله  | 22    | فريتاون               |
| سنغافورة            | أوه وي تشي                   | 24    | سنغافورة              |
| سلوفاكيا            | صوفيا هريفناكوفا             | 22    | بانسكا شتيفنيتسا      |
| سلوفينيا            | فيدا ميليفوشا                | 24    | ليوبليانا             |
| الصومال             | بهجة محمود                   | 22    | بلد وين               |
| جنوب أفريقيا        | كلود ماشيغو                  | 24    | بوشبوكريدج            |
| كوريا الجنوبية      | لجين كيم                     | 23    | سيول                  |
| جنوب السودان        | أريك أبراهام ألبينو          | 21    | جوبا                  |
| أسبانيا             | بولا بيريز                   | 27    | كاستيون               |
| سريلانكا            | كافيندي نيثميني              | 27    | كولومبو               |
| السويد              | ستينا نوردلاندر              | 26    | كرامفورس              |
| تنزانيا             | حليمة كوبوي                  | 23    | متوارا                |
| تايلاند             | ثرينا بوتس                   | 27    | فوكيت                 |
| توغو                | شيمين مولادجا                | 24    | لومي                  |
| ترينيداد وتوباغو    | آشي أبراهامز                 | 24    | سانتا كروز            |
| تونس                | إيمان محرزي                  | 28    | تونس                  |
| تركيا               | نورسينا ساي                  | 25    | إسطنبول               |
| أوغندا              | هانا توموكوندي               | 20    | ناكاسيكي              |
| أوكرانيا            | صوفيا شاميا                  | 18    | كييف                  |
| الولايات المتحدة    | فيكتوريا ديسوربو             | 25    | بيمبروك باينز         |
| أوروغواي            | تاتيانا لونا                 | 23    | مونتيفيديو            |
| فنزويلا             | أرياني دابوين                | 25    | ماراكاي               |
| فيتنام              | هوينه نغوين ماي فونغ         | 24    | بين هوا               |
| ويلز                | دارسي كوريا                  | 21    | باري ‏                 |
| زيمبابوي            | نوكوتيندا مارومبوا           | 20    | بولاوايو              |

### عائدات
| آخر مشاركة في 2019: - أستراليا - كرواتيا - غيانا - كازاخستان - قيرغيزستان |